# Ratolí marsupial subtropical
El ratolí marsupial subtropical (Antechinus subtropicus) és una espècie de petit marsupial carnívor de la família dels dasiúrids. Antigament es pensava que era coespecífic amb el ratolí marsupial de Stuart (Antechinus stuartii).
El ratolí marsupial subtropical viu des del sud de Gympie, a Queensland (Austràlia), fins a l'extrem nord-est de Nova Gal·les del Sud, on està pràcticament restringit a boscos de lianes subtropicals per sota els 1.000 metres d'altitud. És difícil de distingir dels seus parents propers, però les seves característiques més importants són un musell llarg i estret i un color generalment marronós. És el més gran dels ratolins marsupials marrons. S'alimenta principalment d'insectes i després d'aparellar-se moren tots els mascles a causa de malalties relacionades amb l'estrès, com moltes altres espècies de la seva família.